# Molly Bloom
Pour les articles homonymes, voir Molly Bloom (auteur) et Bloom.
Molly Bloom est un personnage de fiction dans le roman Ulysse de James Joyce. Elle est la femme du personnage principal Leopold Bloom, et correspond à peu près à Pénélope dans l'Odyssée. La différence majeure entre Molly et Pénélope, c'est que, tandis que Penelope est éternellement fidèle, Molly ne l'est pas. Molly a une liaison avec Blazes Boylan. Molly, dont le prénom est Marion, est née à Gibraltar , le 8 septembre 1870, fille du major Tweedy, un officier irlandais, et de Lunita Laredo, une habitante de Gibraltar d'origine espagnole. Molly et Léopold se sont mariés le 8 octobre 1888. Elle est la mère de Milly Bloom, qui, à l'âge de 15 ans, a quitté la maison pour étudier la photographie. Elle est aussi la mère de Rudy Bloom, qui est décédé à l'âge de onze jours. À Dublin, Molly est une chanteuse d'opéra d'une certaine renommée.

## Soliloque
Le dernier chapitre d'Ulysse, souvent appelé « monologue de Molly Bloom », est un long passage sans ponctuation, un courant de conscience, comprenant ses pensées alors qu'elle est au lit à côté de Bloom.